# Digonogastra castanea
Digonogastra castanea är en stekelart som först beskrevs av Szepligeti 1914.  Digonogastra castanea ingår i släktet Digonogastra och familjen bracksteklar. Inga underarter finns listade i Catalogue of Life.